# Nääs Sløjdseminarium
Nääs Slöjdseminarium var en svensk sløjdlærerskole i årene 1874–1966.
Hjemstedet var Nääs Slot ved Floda øst for Gøteborg i Sverige. Forløberen var en sløjdskole for drenge, som godsejeren August Abrahamson havde grundlagt i 1872 med sin søstersøn Otto Salomon som leder.
Seminariet blev nedlagt i 1960. Sløjdlæreruddannelsen foregår nu ved universiteter.